# Palazzo Latagliata
A tarantói Palazzo Latagliata a 18. század közepén épült a Boffoluto család számára, akikek IV. Ferdinánd nápolyi király emelt nemesi rangra. Miután 1799-ben kegyvesztettek lettek, a Mar Grandéra néző palota a Latagliata család tulajdonába került, akikről a későbbiekben nevét is kapta. A palota 1983-ban került a város tulajdonába, azóta közigazgatási hivataloknak ad otthont.
A többi palotával ellentétben nincs belső udvara, hiszen több kisebb palota összeépítésével jött létre. 1983-ig számos kisüzlet volt a földszintjén, ezeket újjáépítésével felszámolták. A belsőjét gipszstukkózások, kerámia-, vas- és faborítások díszítik. Az újjáépítés során a főhomlokzatát díszítő loggiát elbontották.